# チャールズ・フランシス・ホール
チャールズ・フランシス・ホール（Charles Francis Hall、1821年 - 1871年11月8日）は、アメリカ合衆国の北極探検家。3回にわたりカナダやグリーンランドの北極圏を探検し、消息を絶ったフランクリン遠征隊の遺物類を発見するなどした。

## 経歴
ホールの生い立ちについては、ほとんど知られていない。バーモント州に生まれたが、幼いうちに家族とともにニューハンプシャー州ロチェスターへ移り、少年期にはそこで鍛冶屋の徒弟となった。1840年代に結婚して西へと向かい、1849年にオハイオ州シンシナティに到着した。ここで印章やエングレービングの制作の事業を興し、後には2紙の小規模な新聞『The Cincinnati Occasional』と『The Daily Press』を発行した。

## 最初の北極遠征

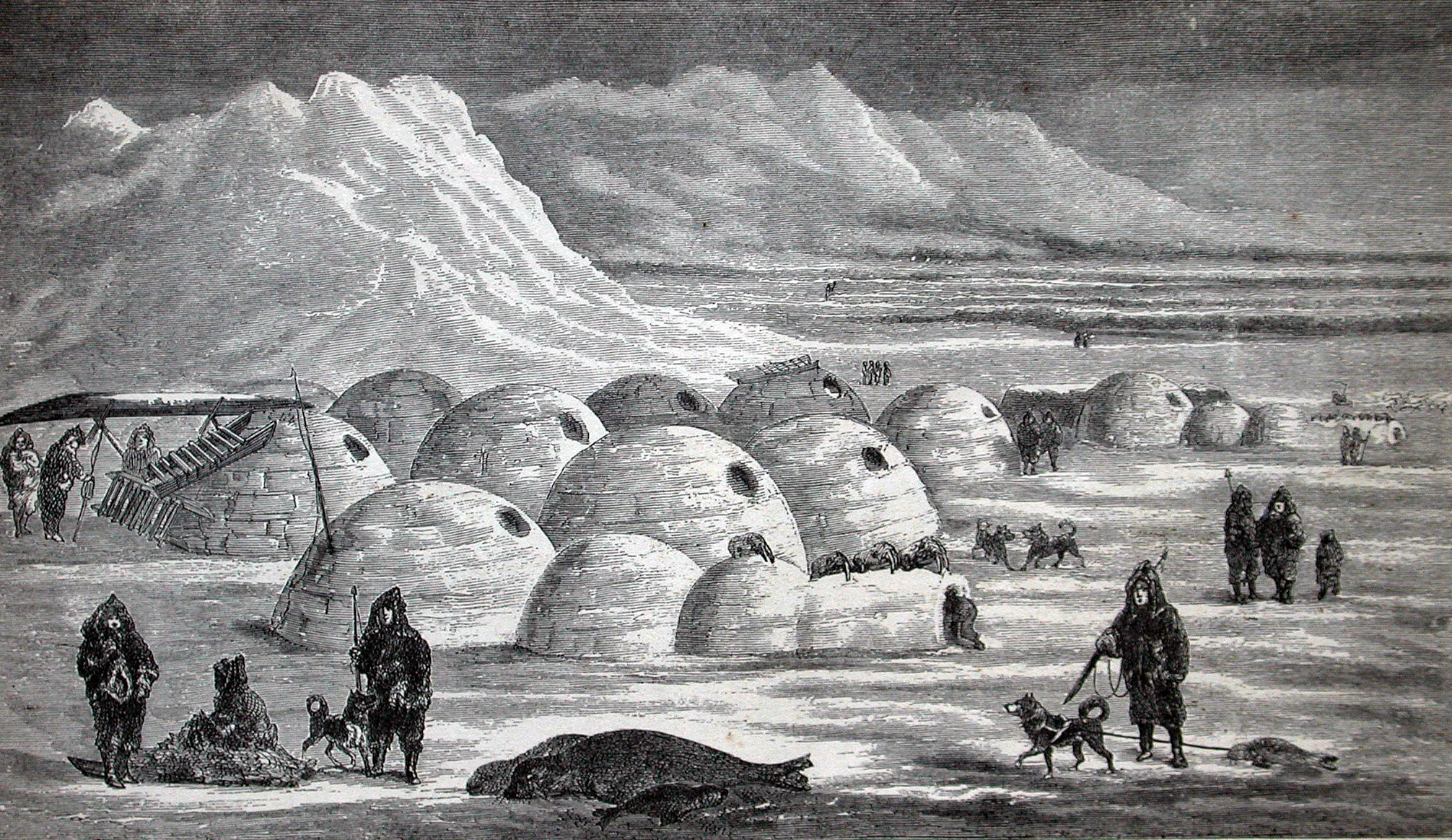
ホールの著書『Arctic Researches and Life Among the Esquimaux』（1865年）に収録された図版「フロビッシャー湾付近のイヌイットの村 (Inuit village near Frobisher Bay)」。

1857年ころ、ホールは北極に関心を寄せるようになり、その後数年にわたって探検家たちの報告書などを研究し、遠征資金の調達を試みたが、そのおもな目的は、サー・ジョン・フランクリン率いるイギリスの探検隊が消息を絶ったフランクリン遠征の行方を見つけ出すことにあった。
1860年から1863年にかけて、ホールは最初の遠征に赴き、シドニー・O・バディントン (Sidney O. Budington) 船長が指揮する捕鯨船「ジョージ・ヘンリー (George Henry)」に乗ってマサチューセッツ州ニューベッドフォードを出発したが、この船には船長のおじでエドワード・ベルチャーの遠征で放棄されたHMSレゾリュートをサルベージした経験をもつジェームズ・バディントン (James Budington) も乗り込んでいた。ホールはバフィン島まで達したが、ここで船は越冬を余儀なくされた。ホールは、イヌイットから、バフィン島のフロビッシャー湾でマーティン・フロビッシャーが金を求めて採掘を行なった遺構のことを聞かされた。ホールはすぐに現地に行き、直接遺構を見聞したが、これは新たに見出したイヌイットのガイドたち、エビアビング（別名ジョー）とトゥクーリト（別名ハンナ）の計り知れないほどの助力を得てのことであった。
ホールはまた、フランクリン遠征隊の隊員の一部がまだ生き残っている証拠だと解釈した知見も得た。ニューヨークに戻ったホールは、ハーパー・ブラザースから遠征記『Arctic Researches and Life Among the Esquimaux』（『北極の探索とエスキモーたちの間における生活』の意）を出版する段取りを整えた。この本は、ホールと同じようにフランクリン遠征隊の行方に入れ込んでいたイギリス人の船乗りで作家のウィリアム・パーカー・スノウによって編集された。しかし、その後、パーカー・スノウが手稿の編集に手間取ったことがおもな原因で、二人の間には亀裂が入り、後にパーカー・スノウは、フランクリン遠征隊の捜索に関する自分のアイデアを、ホールが断りなしに使ったと主張することになった。

## 第2回北極遠征
1863年、フランクリン遠征隊の行方に関する手がかりをさらに得ようと、ホールは、2回目の遠征を計画し、噂にのぼっている生存者なり、彼らが書き残した記録の発見を目指した。当初検討された、95トンのスクーナー「アクティブ (Active)」を使用する案は、やがて放棄されたが、おそらくこれは南北戦争の勃発によって資金調達が難しくなったことと、当初、副指揮官とするつもりだったパーカー・スノウとの仲違いのためであったようだ。1864年7月、ずっと小規模の遠征隊が、捕鯨船「モンティチェロ (Monticello)」に乗って出発した。
キングウィリアム島へ達した、この2回目の遠征（1864年 - 1869年）の際に、ホールはフランクリン遠征隊の遺物類を発見し、その地域に住む先住民たちに、フランクリン遠征隊の運命について問いただした。最終的にホールは、生存者がいるという、イヌイットの話や過剰に楽観的だった自身の解釈には信ぴょう性がないことを悟った。さらにホールは、フランクリン遠征隊の生き残りたちが、意図的に飢餓に追い込まれたことを知り、イヌイットに対しても幻滅した。ホールは、地元の先住民たちが、遠征隊のような大人数を助けられるほどの余力を持っていなかったことには思い至ることができなかった。

## ポラリス遠征

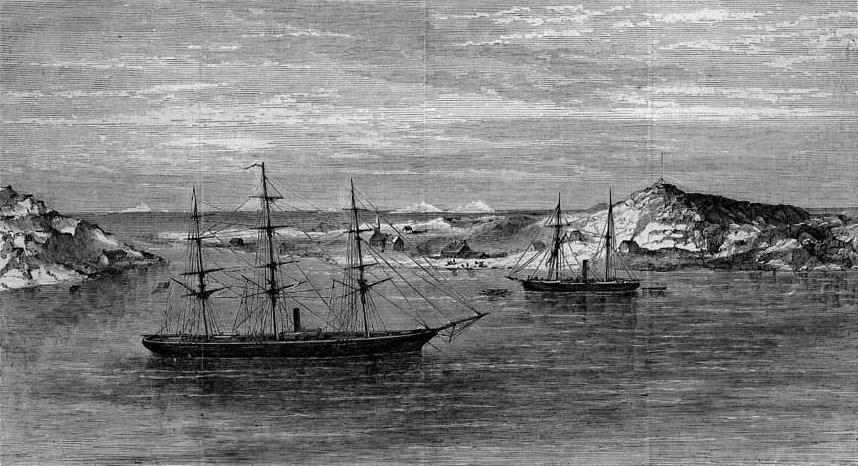
『Harper's Weekly』誌1873年5月号に掲載された木版画「グリーンランド沖ディスコ島ゴッドヘイブンに停泊するポラリス（右）とUSSコングレス (Polaris (right) and Congress at Godhaven, Disco Island, off the Coast of Greenland)」。

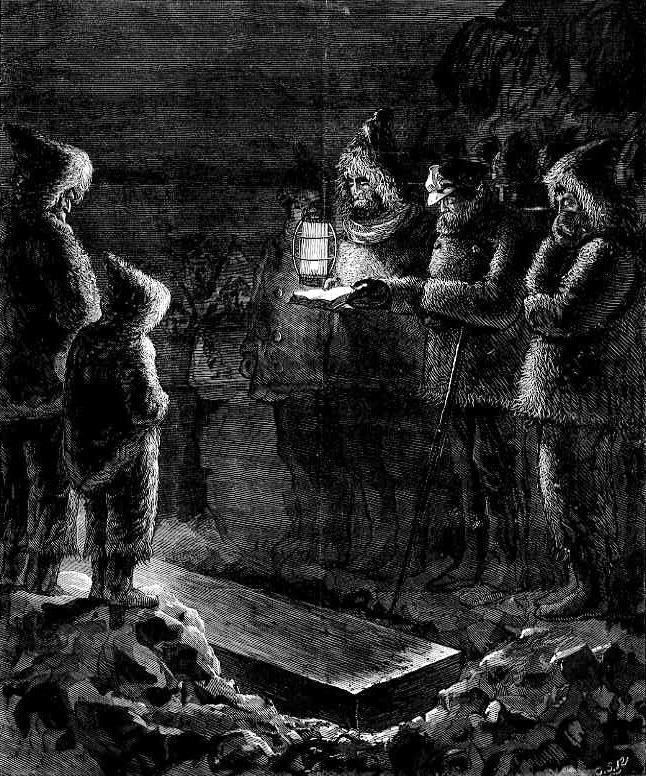
『Harper's Weekly』誌1873年5月号に掲載された木版画「ホール船長の埋葬 (The Burial of Captain Hall)」

ホールの3回目の遠征は、それまでとは全く性格をことにするものであった。今回は、アメリカ合衆国議会から5万ドルの資金を提供され、汽船「USSポラリス」で北極点を目指す遠征を指揮することになったのである。25名の隊員には、ホールの旧友バディントンがマスターとして、ジョージ・タイソン (George Tyson) が航海士として、ドイツ人医師で博物学者であったエミル・ベッセルズが科学調査要員の責任者として参加していた。この遠征は、当初から災難に見舞われ、隊員の中に対立する派閥が形成されてしまった。この遠征の責任者としてのホールの権威は、隊員の大多数の反発を招き、遠征隊の規律は乱れた。
「ポラリス」は、1871年9月10日に、グリーンランド北岸のサンク・ゴッド・ハーバー（Thank God Harbor：現在のホール湾 Hall Bay）に入り、越冬するべく錨を下ろした。その秋、イヌイットのガイドとともに犬ゾリでの探検に出かけたホールは、帰路にコーヒーを飲んだ後、突然倒れた。ひきつけを起こしてその場に崩れ落ちたのである。その後1週間ほど、ホールは嘔吐とせん妄に襲われたが、続く数日は小康状態を保った。当時、ホールは、ベッセルズ医師を含め、隊員の何人かを名指しして、毒を盛ったと言い張った。程なくして、再び症状が悪化したホールは、11月8日に至り落命した。遺体は陸上に運ばれ、正式に埋葬された。
遠征の指揮権はバディントンに委ねられ、1872年6月には北極点を目指す体制の立て直しがなされた。しかし、北極点到達の試みは失敗に終わり、「ポラリス」は南へ戻ることとなった。10月12日、船はスミス海峡で氷に閉じ込められ、氷の圧力で押しつぶされる寸前になった。タイソンを含め、隊員とエスキモーのガイドたち、合わせて19名は、船を逃れて周囲の氷の上に移ったが、14名は船に残った。「ポラリス」はエタ付近で座礁し、10月24日に破壊された。上陸して越冬した隊員たちは、2隻のボートで南へ向かい、捕鯨船に救助され、スコットランドを経由して帰国した。
一方、船を離れて別行動になっていた、タイソンを含む19名のグループは、以降の6ヶ月にわたって流氷に乗り、1,500マイル (2,414 km)漂流した末、1873年4月30日に、ニューファンドランド島沖でシーラー（鰭脚類の狩をする船）「ティグレス」に救助されたが、一行の中に狩猟技術を備えたイヌイットたちがいなければ、おそらくは食料不足で全滅していたものと思われる。

## 捜査
その後に行われた正式な捜査の結果、ホールは、卒中で死んだものとされた。1968年、ホールの伝記を書いたダートマス大学の教授チョーンシー・C・ルーミスが、グリーンランドへ赴き、ホールの亡骸を掘り返した。教授にとって幸いなことに、永久凍土によって亡骸や、一緒に埋葬された旗、衣服、棺などが状態よく保存されていた。骨、爪、髪から採取された細胞組織のサンプルから、ホールが最期の2週間に、大量のヒ素によって中毒を起こし、死に至ったことが示された。この診断は、隊員たちが伝えたホールの症状と整合するものであった。当時、ヒ素は偽医療の「薬」の成分として広く用いられていたので、あるいはホール自身が、自分でヒ素を飲んだ可能性もある。遠征隊員の他の誰か、あるいはベッセルズ医師によって殺害されたと考える者もいる。この件では、誰も訴追されることはなかった。 

## 関連文献
- Hall, Charles Frances (1865). Arctic Researches, And Life Among The Esquimaux: Being A Narrative Of An Expedition In Search Of Sir John Franklin In The Years 1860, 1861 and 1862. New York: Harper & Brothers, Publishers 2009年8月15日閲覧。
- Hall, Thomas F. (1917). Has the North Pole Been Discovered? Boston: R.G. Badger
- Woodman, David (1995). Strangers among Us. Montreal: McGill-Queen's University Press. ISBN 0-7735-1348-5
- Biography at the Dictionary of Canadian Biography Online
- Robinson, Michael, The Coldest Crucible: Arctic Exploration and American Culture (Chicago, 2006)
- Berton, Pierre. "The Arctic Grail."
- Old News article from Old News Publishing
- Henderson, Bruce. "Fatal North: Murder and Survival on the First North Pole Expedition." Diversion Books, New York, 2011. ISBN 978-0-9838395-9-0 (e-book).
- Kind, Stuart and Overman, Michael.  "Science Against Crime".  Doubleday and Company, Inc., New York, 1972.  ISBN 0-385-09249-0.
- Loomis, Chauncey C. "Weird and Tragic Shores."
- The Royal Navy in Polar Exploration from Franklin to Scott, E. C. Coleman 2006 (Tempus Publishing)
- The Berkshire Eagle, Tuesday, May 6, 1969. NORTH ADAMS SOUND DR. FRANK PADDOCK of Lenox, presents his new color movie "THE HIGH ARCTIC OF CHARLES FRANCIS HALL" The expedition to northernmost Greenland which proved that a murder did occur in 1871. [Dr. Paddock went to the arctic in the 1960s and performed a second autopsy]. See also http://pubs.aina.ucalgary.ca/arctic/Arctic35-3-442.pdf